# フェイラ・デ・サンタナ州立大学
フェイラ・デ・サンタナ州立大学（フェイラ・デ・サンタナしゅうりつだいがく、ポルトガル語: Universidade Estadual de Feira de Santana, UEFS）は、ブラジルのバイーア州フェイラ・デ・サンタナにある公立大学。1990年代までは、市内で唯一の大学であった。